# Lepidozia omeiensis
Lepidozia omeiensis là một loài Rêu trong họ Lepidoziaceae. Loài này được P.C. Chen ex Mizut. & G.C. Zhang mô tả khoa học đầu tiên năm 1986.